# Paludisme aviaire
 Mise en garde médicale
Le paludisme aviaire ou malaria aviaire est une maladie causée par des protozoaires du genre Plasmodium (comme pour le paludisme humain) affectant les oiseaux. Il est causé par plusieurs espèces de Plasmodium comme Plasmodium anasum et Plasmodium gallinaceum mais surtout Plasmodium relictum.
Le paludisme aviaire ne provoque pas toujours de maladie chez les oiseaux qui ont co-évolués avec lui. Toutefois, il peut tuer les individus des espèces qui ne sont pas en contact avec celui-ci dans leur environnement. C'est le cas notamment des manchots qui subissent de lourdes pertes dans les parcs zoologiques s'ils ne sont pas traités, ou encore des oiseaux endémiques de l'archipel de Hawaï.